# Wu Song
Wu Song (chino: 武松; pinyin: Wǔ Sōng), también conocido como Segundo Hermano Wu (武二郎; Wǔ Èrláng), es un héroe legendario narrado desde el siglo XIII, y uno de los conocidos personajes de ficción de Bandidos del pantano, una de las cuatro grandes novelas clásicas de la literatura china.
Apodado "Peregrino", ocupa el puesto 14 entre los 36 Espíritus Celestiales de los 108 Héroes. En los cuentos populares derivados de la novela, Wu Song es un estudiante de artes marciales de Zhou Tong y está especializado en Chuojiao. En la novela lucha bien con el bang (lanza larga) o con un par de espadas.

## Testimonios
Las leyendas en torno a la figura heroica de Wu Song existen desde finales de la dinastía Song. En la colección Historias contadas por un viejo borracho (醉翁談錄) del escritor del siglo XIII Luo Ye (羅燁) se menciona de pasada una historia sobre el peregrino Wu (chino: 武行者; pinyin: Wu xingzhe). El registro más antiguo de un cuento en el que Wu Song lucha contra un tigre procede de una obra zaju escrita por un escritor de finales del siglo XIII que escribió bajo el seudónimo de "Segundo Li el Tatuado de Rojo" (紅字二李), pero la obra en sí ya no existe. La versión dramática china más antigua que se conserva del episodio de la matanza del tigre es el chuanqi u obra "milagrosa" de Shen Jing (沈環, 1553-1610) que data de finales del siglo XVI, y las primeras ediciones de Bandidos del pantano que contienen el episodio del tigre también datan de finales del siglo XVI.

### Citas
1. ↑  Ma, Tiji (1986). Shuihu shulu. Shanghai Guji Chubanshe. p. 568.
2. ↑  Luo, Ye (2015). The Drunken Man's Talk: Tales from Medieval China. Washington: University of Washington Press. ISBN 9780295741765.